# Stazione di Cagliari Elmas
Stazione di Cagliari Elmas vasútállomás Olaszországban, Szardínia régióban, Elmas településen.

## Vasútvonalak
Az állomást az alábbi vasútvonalak érintik:
- Cagliari–Golfo Aranci Marittima-vasútvonal

## Kapcsolódó állomások
A vasútállomáshoz az alábbi állomások vannak a legközelebb: 
- Stazione di Assemini Carmine (Stazione di Golfo Aranci, Cagliari–Golfo Aranci Marittima-vasútvonal)
- Stazione di Elmas Aeroporto (Stazione di Cagliari, Cagliari–Golfo Aranci Marittima-vasútvonal)